# UFC 137
UFC 137: Penn vs. Diaz è stato un evento di arti marziali miste tenuto dalla Ultimate Fighting Championship il 28 ottobre 2011 al Mandalay Bay Events Center a Las Vegas, Nevada, Stati Uniti d'America.
In Italia la card principale è stata trasmessa in pay per view su Sky Sport alle ore 3:00 italiane.

## Retroscena
L'evento avrebbe dovuto tenersi originariamente il 15 ottobre 2011 presso l'Echo Arena Liverpool a Liverpool, Inghilterra. A causa di problemi legati ai diritti di ritrasmissione dell'evento questi piani sono stati cancellati. Due incontri della card preliminare sono stati trasmessi in diretta su Spike TV
Dennis Siver avrebbe dovuto affrontare Sam Stout a questo evento ma Stout rinunciò al combattimento il 29 agosto e fu rimpiazzato da Donald Cerrone.
Nick Diaz, che originariamente avrebbe dovuto affrontare Georges St-Pierre per l'UFC Welterweight Championship, fu estromesso dal match il 7 settembre per non essersi presentato a delle interviste precedentemente concordante con i media. Carlos Condit venne promosso dal suo combattimento con B.J. Penn per rimpiazzare Diaz e fronteggiare St-Pierre.
L'8 settembre, B.J. Penn annunciò via twitter che Dana White gli aveva offerto un combattimento che "non poteva rifiutare" e che avrebbe comunque lottato ad UFC 137 contro Nick Diaz.
Il primo ottobre, su rivelato che Tim Credeur è stato forzato a rinunciare al suo incontro contro Brad Tavares per ragioni sconosciute e al suo posto avrebbe lottato il debuttante Dustin Jacoby. Il 21 ottobre, Tavares rinunciò all'incontro a causa di un infortunio venendo sostituito da un altro nuovo arrivato, l'imbattuto Clifford Starks.
Georges St. Pierre avrebbe dunque dovuto difendere il suo titolo contro Carlos Condit in questa card ma anch'egli venne forzato ad abbandonare a causa di un infortunio al ginocchio, promuovendo Nick Diaz vs. B.J. Penn a main event dell'avvenimento.
Durante la cerimonia del peso ufficiale, Tyson Griffin fallì il peso massimo per combattere come peso piuma, per 3 libbre, venendo multato del 25% del suo guadagno per l'incontro, che si disputò comunque per un peso di 148 libbre.

## Risultati

### Card preliminare
- Incontro categoria Pesi Medi:  Dustin Jacoby contro  Clifford Starks

Starks sconfigge Jacoby per decisione unanime (30–27, 30–27, 30–27).
- Incontro categoria Pesi Medi:  Chris Camozzi contro  Francis Carmont

Carmont sconfigge Camozzi per decisione unanime (30–26, 30–27, 30–27).
- Incontro categoria Pesi Leggeri:  Ramsey Nijem contro  Danny Downes

Nijem sconfigge Downes per decisione unanime (30–25, 30–26, 30–27).
- Incontro categoria Pesi Mediomassimi:  Brandon Vera contro  Eliot Marshall

Vera sconfigge Marshall per decisione unanime (29–28, 29–28, 29–28).
- Incontro categoria Catchweight (148 libbre):  Tyson Griffin contro  Bart Palaszewski

Palaszewski sconfigge Griffin per KO (pugni) a 2:45 del primo round.
- Incontro categoria Pesi Leggeri:  Dennis Siver contro  Donald Cerrone

Cerrone sconfigge Siver per sottomissione (strangolamento da dietro).

### Card principale
- Incontro categoria Pesi Piuma:  Hatsu Hioki contro  George Roop

Hioki sconfigge Roop per decisione divisa (29–28, 28–29, 29–28).
- Incontro categoria Pesi Gallo:  Scott Jorgensen contro  Jeff Curran

Jorgensen sconfigge Curran per decisione unanime (29–28, 29–28, 30–27).
- Incontro categoria Pesi Massimi:  Mirko Filipović contro  Roy Nelson

Nelson sconfigge Filipović per KO Tecnico (pugni) a 1:30 del terzo round.
- Incontro categoria Pesi Massimi:  Cheick Kongo contro  Matt Mitrione

Kongo sconfigge Mitrione per decisione unanime (30–27, 30–28, 29–28).
- Incontro categoria Pesi Welter:  B.J. Penn contro  Nick Diaz

Diaz sconfigge Penn per decisione unanime (29–28, 29–27, 29–28).

### Premi
Ai vincitori sono stati assegnati 75.000$ per i seguenti premi:
- Fight of the Night:  B.J. Penn contro  Nick Diaz
- Knockout of the Night:  Bart Palaszewski
- Submission of the Night:  Donald Cerrone